# Чугур
Чугур (рум. Ciuhur) — річка, ліва притока річки Прут. Протікає по території північої Молдови.
Довжина річки — близько 90 км.
Площа басейну — 724 км².
Починається біля Окниці. На річці розміщені декілька невеликих населених пунктів.